# Joris van Hout
Joris Van Hout (*Mol, Bélgica, 10 de enero de 1977), futbolista belga. Juega de delantero y su actual equipo es el KFC Dessel Sport de la Segunda División de Bélgica. 

## Selección nacional
Ha sido internacional con la Selección de fútbol de Bélgica, ha jugado 1 partido internacional.

## Clubes
| Club                     | País     | Año       |
| ------------------------ | -------- | --------- |
| KFC Dessel Sport         | Bélgica  | 1993-1998 |
| KV Mechelen              | Bélgica  | 1998-2001 |
| RSC Anderlecht           | Bélgica  | 2001-2002 |
| Borussia Mönchengladbach | Alemania | 2002-2005 |
| VfL Bochum               | Alemania | 2005-2007 |
| KVC Westerlo             | Bélgica  | 2007-2011 |
| KFC Dessel Sport         | Bélgica  | 2012-     |